# Sedgwick (Maine)
Sedgwick ist eine Town im Hancock County des Bundesstaates Maine in den Vereinigten Staaten. Im Jahr 2020 lebten dort 1202 Einwohner in 808 Haushalten auf einer Fläche von 80,45 km².

## Geografie
Nach dem United States Census Bureau hat Sedgwick eine Gesamtfläche von 80,45 km², von denen 69,90 km² Land sind und 10,54 km² aus Gewässern bestehen.

### Geografische Lage
Sedgwick liegt im Süden des Hancock Countys am Atlantischen Ozean. Im Süden verbindet die Deer Isle Bridge die Insel Little Deer Isle mit dem Festland und Sedgwick. Zentral auf dem Gebiet der Town liegen der Frost Pond und der Black Pond. Die Oberfläche ist eben, es gibt keine nennenswerten Erhebungen.

### Nachbargemeinden
Alle Entfernungen sind als Luftlinien zwischen den offiziellen Koordinaten der Orte aus der Volkszählung 2010 angegeben.
- Norden: Penobscot, 9,7 km
- Nordosten: Blue Hill, 11,4 km
- Südosten: Brooklin, 10,7 km
- Süden: Deer Isle, 18,1 km
- Westen: Brooksville, 14,1 km

### Stadtgliederung
In Sedgwick gibt es mehrere Siedlungsgebiete: Black Corner, Grays Corner, North Sedgwick, Sargentville, Sedgwick und West Sedgwick.

### Klima
Die mittlere Durchschnittstemperatur in Sedgwick liegt zwischen −7,2 °C (19° Fahrenheit) im Januar und 20,6 °C (69° Fahrenheit) im Juli. Damit ist der Ort gegenüber dem langjährigen Mittel der USA um etwa 6 Grad kühler. Die Schneefälle zwischen Oktober und Mai liegen mit bis zu zweieinhalb Metern mehr als doppelt so hoch wie die mittlere Schneehöhe in den USA; die tägliche Sonnenscheindauer liegt am unteren Rand des Wertespektrums der USA.

## Geschichte
Sedgwick gehört zu den sechs Gebieten, die 1761 als Grant an David March und 359 weitere vergeben wurden. Die Eigentümer des Grants mussten sich verpflichten, jedes dieser Gebiete innerhalb von 6 Jahren mit 60 protestantischen Familien zu besiedeln, ein Versammlungshaus zu bauen, einen Priester in die Gemeinde zu holen und 300 Acres Land zu bestellen. Bereits 1688 siedelten in diesem Gebiet zwei französische Familien in der Nähe des Naskeag Points. Permanent besiedelt wurde das Gebiet ab 1759 durch Andrew Black. Die Town wurde 1789 organisiert und nach Robert Sedgwick, einem frühen englischen Kolonisten, benannt. Zuvor war das Gebiet als Naskeag Plantation bekannt, auch Township No. 5 East of Penobscot River, Livermore Survey (T5 EPR LS) oder Township No. 5 West of Union River bzw. Eggemoggin Reach.
Teile des Gebietes wurden 1817 abgespalten, um die Town Brooksville zu gründen. Weitere Teile im Jahr 1831, um die Town Blue Hill zu gründen. Port Watson, später umbenannt in Brooklin, gründete sich 1849 aus weiteren Gebieten und die Town Penobscot erhielt Land im Jahr 1859.

### Einwohnerentwicklung
| Volkszählungsergebnisse – Town of Sedgwick, Maine | Volkszählungsergebnisse – Town of Sedgwick, Maine | Volkszählungsergebnisse – Town of Sedgwick, Maine | Volkszählungsergebnisse – Town of Sedgwick, Maine | Volkszählungsergebnisse – Town of Sedgwick, Maine | Volkszählungsergebnisse – Town of Sedgwick, Maine | Volkszählungsergebnisse – Town of Sedgwick, Maine | Volkszählungsergebnisse – Town of Sedgwick, Maine | Volkszählungsergebnisse – Town of Sedgwick, Maine | Volkszählungsergebnisse – Town of Sedgwick, Maine | Volkszählungsergebnisse – Town of Sedgwick, Maine |
| Jahr                                              | 1700                                              | 1710                                              | 1720                                              | 1730                                              | 1740                                              | 1750                                              | 1760                                              | 1770                                              | 1780                                              | 1790                                              |
| ------------------------------------------------- | ------------------------------------------------- | ------------------------------------------------- | ------------------------------------------------- | ------------------------------------------------- | ------------------------------------------------- | ------------------------------------------------- | ------------------------------------------------- | ------------------------------------------------- | ------------------------------------------------- | ------------------------------------------------- |
| Einwohner                                         |                                                   |                                                   |                                                   |                                                   |                                                   |                                                   |                                                   |                                                   |                                                   | 569                                               |
| Jahr                                              | 1800                                              | 1810                                              | 1820                                              | 1830                                              | 1840                                              | 1850                                              | 1860                                              | 1870                                              | 1880                                              | 1890                                              |
| Einwohner                                         | 760                                               | 1352                                              | 1420                                              | 1604                                              | 1922                                              | 1235                                              | 1263                                              | 1113                                              | 1128                                              | 1012                                              |
| Jahr                                              | 1900                                              | 1910                                              | 1920                                              | 1930                                              | 1940                                              | 1950                                              | 1960                                              | 1970                                              | 1980                                              | 1990                                              |
| Einwohner                                         | 902                                               | 909                                               | 830                                               | 699                                               | 718                                               | 614                                               | 574                                               | 578                                               | 795                                               | 905                                               |
| Jahr                                              | 2000                                              | 2010                                              | 2020                                              | 2030                                              | 2040                                              | 2050                                              | 2060                                              | 2070                                              | 2080                                              | 2090                                              |
| Einwohner                                         | 1102                                              | 1196                                              | 1202                                              |                                                   |                                                   |                                                   |                                                   |                                                   |                                                   |                                                   |

## Kultur und Sehenswürdigkeiten

### Bauwerke
In Sedgwick wurden ein historischer Distrikt und ein Gebäude unter Denkmalschutz gestellt und ins National Register of Historic Places aufgenommen:
Distrikt
- Sedgwick Historic District, aufgenommen 1995, Register-Nr. 94001550

Gebäude
- First Baptist Church, aufgenommen 1973, Register-Nr. 73000109

## Wirtschaft und Infrastruktur

### Verkehr
Aus Richtung Norden führen die Maine State Route 175, Maine State Route 176 und Maine State Route 15 entlang der Küstenlinien und Towngrenzen von Sedgwick.

### Öffentliche Einrichtungen
Sedgwick besitzt keine eigenen medizinischen Einrichtungen oder Krankenhäuser. Die Nächstgelegenen befinden sich in Blue Hill.
Die Bücherei von Sedgwick befindet sich auf der Main Street im Village Sedgwick.

### Bildung
Sedgwick gehört mit Brooklin, Deer Isle und Stonington zur School Union 76. Für die Schulbildung in Brooklin ist das Brooklin School Department zuständig.
Im Schzulbezirk werden folgende Schulen angeboten:
- Brooklin School in Brooklin mit Schulklassen von Pre-K bis 8. Schuljahr
- Sedgwick Elementary School in Sedgwick mit Schulklassen vom Pre-K bis 5. Schuljahr
- Deer Isle-Stonington Elementary School in Deer Island mit Schulklassen vom Kindergarten bis 8. Schuljahr
- Deer Isle-Stonington High School in Deer Island mit Schulklassen vom 9. bis 12. Schuljahr

## Persönlichkeiten

### Söhne und Töchter der Stadt
- Warren C. Philbrook (1857–1933), Politiker und Maine Attorney General